# Taiwan Open 1989
Il Taiwan Open 1989 è stato un torneo di tennis giocato sul cemento. È stata la 4ª edizione del torneo, che fa parte della categoria Tier V nell'ambito del WTA Tour 1989. Si è giocato a Taipei in Taiwan, dal 24 al 30 aprile 1989.

## Campionesse

### Singolare
Anne Minter ha battuto in finale  Cammy MacGregor con il punteggio di 6–1, 4–6, 6–2

### Doppio
Maria Lindström /  Heather Ludloff hanno battuto in finale  Cecilia Dahlman /  Nana Miyagi con il punteggio di 4–6, 7–5, 6–3